# بیورن میره
بیورن میره (انگلیسی: Bjørn Myhre; ۱۸ ژوئیهٔ ۱۹۳۸ – ۲۸ سپتامبر ۲۰۱۵) باستان‌شناسی اهل نروژ بود.